# 我不受歡迎，怎麼想都是你們的錯！
《我不受歡迎，怎麼想都是你們的錯！》（簡稱「我不受歡迎」）是日本漫畫創作雙人組合谷川尼可於2011年8月4日在網路漫畫期刊網站《GANGAN ONLINE》上發表的漫畫作品。劇情內容是以用來形容不受衆人歡迎、缺乏社交能力女性的日本網路流行語「喪女」作為題材，描述一位名叫黑木智子的女學生在上學時總是受到眾人漠視，在孤獨、沒有朋友的情況下所經歷的各種生活寫照。
該作品推出後，受到了日本國內以及海外4Chan網路論壇上的迴響，其中在2012年推出的第一集單行本，成為在當時之前GANGAN ONLINE旗下銷售量最快突破10萬本的作品。《我不受歡迎》之後由動畫工作室SILVER LINK.改編成電視動畫，於2013年7月至9月期間在東京電視網上播出。

## 劇情簡介
黑木智子是一名缺乏社交技巧，生活圈裡幾乎沒有好友的女學生。在就讀高中前，她多次在數款戀愛遊戲裏揣摩各種情况，幻想著能在入學後能過著有如遊戲情境模樣，充滿著受衆人歡迎、青春年華般的生活。
但上了高中後，與智子內心所想的情況不同，她完全沒有和其他同學說到話，也沒交到任何朋友，在班級上過著邊緣人的生活。面臨如此情境的智子，雖曾嘗試做出行動期望能得到一些改變，卻總是事与愿违。在日復一日上學裡被周遭同學忽略、漠視的情況下，智子有時會透過沉浸在腦海裡的一些奇怪內容幻想，或是在空閒時與過去在國中時期結識的好友成瀨優相約一同活動，來獲得一些心情上的慰藉。
到了高二校方舉辦的京都學校旅行時，智子被導師安排在與田村有里、吉田茉咲等人一組。在旅行的過程中，智子雖然有著與田村、吉田不少交流互動的情況，但她內心悲觀著認為遲早會在旅行後不久與她們疏遠。而旅行結束後未如智子所想的那樣，田村與吉田仍願意持續與她來往，她的人際關係也從此慢慢起了變化。在高三的迪士尼樂園校方遠足後，智子更慢慢與之前只有點頭之交的根元陽菜、或是加藤明日香等同學建立了友情。
不同於過去邊緣人般的生活，在高三期間裡智子有了與朋友一同討論未來夢想、參訪期望就讀學校、參加夏季的大學考試衝刺班等各種人生體驗。在面臨即將到來的人生最後一次高中文化祭，智子提出了以自己擔任編劇、與朋友聯手拍攝一段影片的企劃來作為挑戰。

## 登場角色
因谷川尼可為日本職棒球隊千葉羅德海洋的支持者，在設定包括主角黑木智子等其他角色的姓氏時，皆引用了曾效力於該隊的球員，像是成瀨、今江等。

### 主人公
黑木智子（くろき ともこ）　配音：橘田泉
本作主角。一名就讀原宿教育學園幕張秀英高中的女學生。血型B型，外貌矮小，常以帶著撩亂長髮、疲倦黑眼圈的模樣見人。
過去在國中時，就有著不擅長與人交談，和其他人進行說話時常會沒來由地緊張不知所措的個性。就讀高中後，開始幻想能過著美好校園生活。雖然她內心渴望能獲得周遭同儕的接納及認同，但一直遭受到被冷漠、忽視的情況，因而每每皆獨自一人行動。
她內心為了安慰不被他人注意的自己，常刻意對於他人事物有著較反面、憤世嫉俗的批評想法；或著是在下課時藉由腦海裡的一些幻想，來得到一些心理上的安慰。
在高一時期裡她厭惡著校園生活，後續在高二的學校旅行裡結識了數名友人後，人際關係的變化開始慢慢改變了她的思維，也變成較能懂得去做溝通上的應對。
平時的兴趣為觀賞動漫、遊玩電子遊戲。一般的球類運動方面雖然不擅長，但長跑能力還不算差。她對於變態之類的事物很了解，也對容貌端麗、身材姣好的女性感興趣，會對這類女性做出偷窺裙底風光的行為。
她在國中期間曾有著未來要成為軍火商、傭兵之類不實際的妄想，到高中後開始有了想嘗試當作家，來拿下芥川賞之類榮譽的念頭。

### 智子的親人
黑木智貴（くろき ともき）　配音：中村悠一、芹亞希子（幼少期）
智子的弟弟。初期登場是國中三年级生。喜愛足球，並且是學校的足球社成員。
性格與智子全然不同，擁有許多朋友，平時常被智子突來的要求、或是不知所謂的行為或是給弄得沒轍，不過小時候與智子很親密。
在升上高中時，他與智子以及不少過去國中的友人就讀同一所學校，往後也持續在校內面臨到許多讓他感到無可奈何的狀況。
智子的母親　配音：早水理沙
家庭主婦。常會被智子一些胡鬧的行為傷腦筋。她有注意到智子從一開始排斥、到願意前往學校的心境上變化。
智子的父親　配音：岩崎了
登場次數不多，在此作品裡是刻意未將臉孔給顯露出來的角色。
里崎希心（さとざき きこ）　配音：釘宮理惠
智子的表妹，昵稱為「小希」，居住在茨城縣的鄉間，每年會前往智子家拜訪數次。
個性上喜歡養寵物，她頭上帶的飾品是她曾養過；但已死去的愛犬生前所用的東西。討厭事情則是欺負動物和撒謊。
她對智子的態度，從一開始被智子在她面前吹噓的事蹟產生仰慕之情；之後發現到智子是在對她撒謊時，產生了輕蔑鄙視；隨後又被智子想藉由跟附近小孩玩牌勝利後，希望能讓小希覺得她很酷的舉止，改變成認為智子是個像寵物般、需要被人同情的長輩。

### 國中同学
成瀨優（なるせ ゆう）　配音：花澤香菜
一名性格單純、親切、溫柔的少女，是智子在就讀國中時最好的朋友。在畢業後雖與智子就讀不同的高校，但仍與智子持續聯繫。
在國中時期她的外觀較樸素，上高校時成為較懂得打扮的少女，並有交往一名男友，不過最後結局是分手的下場。
因為有著不錯的容貌與姣好的身材，所以智子與她見面時，喜歡找機會故意觸摸她的肉體，或是在腦海裡想著奇怪的妄想。
她總是友善地對待智子，平時喜歡親切地稱呼智子為「小智」，是改自於「小智子」的叫法。智子平時則稱呼成瀨為「小優」，但有時會在心裡戲稱她是「Bitch」。
小宮山琴美（こみやま ことみ）　配音：水橋香織
由衍生作品《我的朋友不受歡迎，怎麼想都是你們的錯。》登場的角色。智子在國中透過成瀨優認識的同學，在高中時也恰巧與智子就讀同間學校。
雖然在國中期間與成瀨及智子是常一同行動的三人組，但與智子彼此之間互相敵視，倆人心中都是只想與成瀨交往作朋友。在高三與智子同班後，慢慢減少摩擦的場合。
平時的嗜好為閱讀小說，並且是日職球隊千葉羅德海洋的死忠球迷。常沉浸在自己的嗜好而不在乎眾人的眼光，對便服的打扮風格也有著不同於常人的品味。
她暗戀著智子的弟弟智貴，在牽扯到智貴的事情時容易變得情緒化，進而做出一些失控的發言和行為。
川本（かわもと）
智子的國中同班同学，是名戴眼镜的胖女生。有時會因為智子的行為而遭殃。
青松（あおまつ）　配音：諏訪部順一
OVA動畫版的原創角色。一名孤獨的男學生，平常會在腦海裡浮現著動漫內容的幻想，曾在校內的教學大樓屋頂上和智子接觸過。

### 高中同级生
根元陽菜（ねもと ひな）　配音：黑瀨優子
在高一到高三期間皆與智子就讀同一班級的女學生。有著活潑的個性，是智子在高中還是邊緣人時期裡少數會主動向她交談的角色，不過智子對她的粗略印象是把她姓氏「根元」的拼音中的，與《機動戰士Z GUNDAM》裡登場的人形兵器「尼摩」聯想在一起。
私下喜歡觀賞日常系之類、描述著愉快校園生活內容的動畫，有著想當上聲優的夢想。過去在國中時曾和許多喜歡動畫的人交朋友，不過之後發生過被圈子裡其她女同學背後說壞話的不愉快經歷。
她在高中入學考試時曾與智子見過面，當時智子叫她一起做出互相擊拳慶祝的邀請，讓她對智子留下深刻印象。在上高中剛好與智子分配到同一班後，卻發現到智子已忘記了她，而讓她對這件事介意。
上高中時她一開始選擇刻意不提自己喜歡動畫一事，主要跟在班上活躍的同學交流，但不時會觀察一下智子的行為。高二時在一些契機下讓智子知道她有想成為聲優的夢想，之後在高三的迪士尼樂園旅行裡慢慢開始與智子建立友情。
岡田茜（おかだ あかね）　配音：朝井彩加
根元在高一期間認識的好友，平時在頭頂上紮髮作為個人打扮的女學生。私下的喜好是籃球，並有著打抱不平的個性。
她在高三時一度與根元的關係緊張，因為根元不在她面前誠實表示自己真正的夢想是想要當聲優，認為根元不信任她而感到不愉快。她之後在智子的歪打正著幫助之下與根元和好。
田村百合（たむら ゆり）
智子高二時期同班的女學生。個性十分沉默、话不多，平時對於週遭事物的反应很冷淡，下课的时间大多都在一个人用耳機听著音乐。
她在高二學校旅行前原先與好友田中真子约定要同一組，但因真子无法拒绝另一名女學生南小陽的邀请，而背违了和她的约定，因此被分配與智子同一组。
起初她不太在意智子，之後在旅行過程裡慢慢與智子有了互動。到了旅行之后，她願意主動去找智子來繼續維持關係，逐漸成为了智子在高中裡最重要的朋友。智子對她也抱持著未來就算唸不同學校，彼此的交情也不會就這樣結束的感覺。
她容易在其他人介入她與智子之間的社交圈時感到不安，也會有鬧情緒時會捶打智子的肩膀出氣的場合。
田中真子（たなか まこ）
田村的好友，外觀爲短髮、帶著雀斑，個性溫和、認真的少女。
她過去在高一時期便和田村、南小陽等人屬於同一個團體，但時常面臨到同時要應付彼此不合的田村與南小陽的情況，而讓自己容易有為難的處境。
在高二學校旅行後，她因田村的關係間接認識了智子與吉田茉咲，後續有與對方建立起良好關係之外，並對於吉田抱持著特別的關心。
吉田茉咲（よしだ まさき）
智子和田村的好友，是一名有時會蹺課的不良女學生。因她在高二的學校旅行時被分配與智子及田村同一組，而和她們兩人熟悉起來。
外觀和行為上看似強勢，但有單純、貼心的一面。私下喜歡可愛玩偶之類的東西、並熱衷與迪士尼樂園相關的事物，對於性方面的事物則很純潔。
雖然常被智子的一些言行給惹惱，而對智子做出威嚇的行為，不過會用不形於色的方式來關心智子。
她對於未來畢業後的方向沒有特別想法，但有在智子的建議之下，在高三的暑假裡考取了汽車駕照。
杏奈（あんな）
吉田的好友之一，有著濃眉下垂眼角的外貌，常常在吉田的團體裡擔任居中調解的角色。
麗奈（れな）
吉田的好友之一。在作品裡刻意沒有描繪出她的雙眼模樣。性格直接但有些粗魯，容易和吉田打鬧爭吵。
內笑美莉（うち えみり）
表情像是笑臉符號「☺」，有著眾多朋友的女學生。在高二的學校旅行前，純粹因人數不好分配而將就讓自己與智子同一組。
她對智子的初期印象是個在班上孤僻、與其他同學都沒交集的人，因此不把她放在心上。隨後在旅行時被智子出自無意；但看起來怪異的行為給嚇到，而對智子避之唯恐不及，並時常認為智子對自己有非分之想。
後續她被智子一些出於禮貌上的回應，誤會成智子對自己抱持著好感。爾後她開始對智子產生異常執著的情感，常常神出鬼沒冒出在智子身旁。
宫崎（みやざき）
內的好友之一，平時通勤的電車剛好與智子同一方向，所以對智子有印象，她有留意到內突然特別在乎智子的情況。
加代
內的好友之一，外觀以白瞳孔的長相模樣為特色，有著會直接表露出內心意見的直率個性。
大鄰凪（おおとなり なぎ）
內的好友之一，平時以戴著眼鏡、綁馬尾為造型，在團體裡擔任著善於協調、給予建議的角色。
楓（かえで）
內的好友之一，臉上帶有雀斑、平時以麻花辮為造型的女學生。她與凪在國中時就是好友。
夏
內的好友之一，因為有與一名男友交往，因此有時不會在團體裡出現。
加藤明日香（かとう あすか）
容貌端丽的长发女學生，喜欢化妆和收集小饰品。在校成績優異，且特別擅長英文。
她過去曾有打電話給智子通知學校事項的場合，爾後在一些互動下，慢慢與智子熟悉起來。也有數次替智子化过妆、打扮造型。
她对待智子友善，曾在智子隨口說出未來的志願是和自己一樣的青山學院大學時感到驚喜。之後開始監督智子的成績，期待智子能與自己一同進入同所大學。
楠夏帆（くすのき かほ）
加藤的好友之一。外觀為黑色短髮、臉上長雀斑模樣的女學生。
性格和氣、成績優秀，平時在校常與加藤共用午餐。她在與加藤相處的過程中，變得較了解如何去打扮自己的外觀。
佐佐木風夏（ささき ふうか）
加藤的好友之一。外觀為單馬尾、擅長運動、有著旺盛食量的女學生。
平時活躍於校內社團，相當受同輩與後輩學生的歡迎，並且有著一付動聽的好嗓子。
她對於加藤為何與智子友好、會談論一些露骨話題的原因十分在意，因此會去觀察智子的行為。也常因為在智子面前刻意逞強，而讓自己落得出洋相的處境。
成田美保（なりた みほ）
加藤的好友之一。是個短髮、性格開朗、喜歡開玩笑嬉鬧的女學生。
平時常與風夏一起行動、或一同參加擔任校內棒球隊的啦啦隊。她的爽朗性格，讓她能立刻與智子建立起不錯的關係。
莉瀨（りせ）
佐佐木與成田的好友，有數次性經驗。佐佐木為了想在智子面前吹噓，私下有向她請教一些性行為方面的問題。
清田良典（きよた よしのり）　配音：高梨謙吾
根元和岡田的好友，戴著眼鏡、在智子班上頗有人緣的男性學生，曾是智子在邊緣人時期心裡見不得好又羨慕的對象之一。
铃木（すずき）　配音：岩瀨周平
清田的好友，一名身材較高、棕髮的男學生。。
和田（わだ）
清田的好友，身材不高、外貌中性的男學生。私下喜歡漫畫，和智子能聊上幾句，有時會說出一些驚人的發言。
初芝（はつしば）　配音：杉田智和
過去曾與與小宮山琴美同班，一名擅長萌繪的男同學。在高三後被分配到与智子同班。
平時不苟言笑，只關注在自己本身的漫畫技法，也會抽空時參加同人誌活動。
伊藤光（いとう ひかり）
小宫山琴美在高中認識的好友，平時以在前髮繫著「X」狀的髮夾為特徵，另外也是校內吹奏乐部的成员。
她與小宮山相處的過程中，雖然多次目睹對方在突然情緒化之下，做出的不知所謂言行，但認為與小宫山在一起的時間很快樂而不介意。
平時會在心裡熟記小宮山的喜好與行為，也喜歡注意著小宮山突然把場面搞尷尬的情況。她另外會將和「小宮山」的日語讀音相似的四位數字「5103」，做為個人在日常生活裡使用的密碼。
二木四季（ふたき しき）
面相貌似「●Δ●」模樣表情符號的女學生。擅長遊玩電子遊戲，在體能競賽表現上也相當出色。
她期許自己能成為在電子遊戲、競賽遊戲等領域皆拿手的全方面職業玩家。平時除了有為自己安排固定的練習計劃之外，另有開設個人YouTube頻道，擔任以電子遊戲為主題的YouTuber。
柿沼（かきぬま）
智子在二年级时班上的宅男团体的一人，也是二木在放學後在電子遊樂場遊戲的同好之一。在体育祭时曾与根元组队参加两人三脚的比赛，而對根元感到害躁。
南小陽（みなみ こはる）
一名外觀上長有虎牙的女學生。過去在高一時與田中真子、田村有里、美馬幸是同一個小團體，在高二時主要和美馬幸、真紀、乃莉等人行動。
私下有喜歡說別人坏话的壞習慣，曾看不起在邊緣人時期的智子、或是像柿沼那種宅男模樣的學生，另外也和田村有里之間的关系不好。
她在高三分班時與美馬幸等人拆分到不同班級後，開始面臨到人際關係上的挫折和被孤立的場合，之後與二木四季熟悉後開始有了一些心境上的變化。
美馬幸（みま さき）
小陽在高一時交往的朋友。她心裡認為小陽說人壞話的內容很有趣，因此喜歡聳恿小陽做出差勁的批評發言。
在高三和小陽分班的一段時間裡，內心對於小陽與二木四季熟悉後，開始較少跟她在一起這件事感到不愉快。她之後選擇刻意去摧毀掉原本與小陽、真紀、乃莉之間的社交圈，讓她與小陽成為在校內只能依靠彼此的邊緣人。
她在初期登場時為擔任客串的角色，並沒有被特意畫清楚五官。在戲份逐漸吃重後，有描繪出她的面貌是一名眼神鋒利的少女。
真紀
小陽的朋友之一，有和一名外貌有著突下巴的男友交往。
她在知道小陽曾對自己男友長像說過惡劣的壞話時，美馬又在一旁刻意火上加油後，與小陽和美馬的關係決裂。
乃莉
小陽的朋友之一，在知道小陽與美馬有嘲笑過真紀男友的長像後，選擇和真紀一樣對小陽和美馬絕交。
三家（みけ）
一名外形綁著双麻花辫的女學生，有和一位名叫快的男同學交往。平時喜歡烹饪、将自己制作的料理分给其他人试吃。
她的料理味道十分糟糕，智子、南小陽等人試吃後都有產生過噁心的反應，但她對於自己手藝的差勁程度毫無知覺。
繼
三家的好友，平時以單側邊短馬尾作為打扮的女學生。在高二時有在智子班級裡擔任像是班長的事務。

### 高中前輩
今江惠美（いまえ めぐみ）　配音：野中藍
智子在高一時期的校內學生會長，她在學校的文化祭上與智子有過互動而認識起來。是名性格體貼的高年級生，對還是邊緣人時期的智子給予了不少鼓勵。
從高中畢業後就讀於青山学院大学，在偶然的情況下發現智子有將該大學視為志願學校時，心裡有所期待。
私下有飼養一頭名叫Maro、行為上很胡來的狗。
孤单的毕业生
智子在一年级时的毕业典礼过后，离开学校前所遇到的毕业生。他在畢業的那一刻仍没有融入人群，只是站在一旁看着大家，让智子對此感到十分在意。

### 高中後輩
井口朱里（いぐち あかり）
跟黑木智貴唸同一間國中及高中的女學生，和小宮山琴美同樣暗戀智貴。
她曾一度誤會小宮山是智貴的姐姐，智子是智貴交往的對象，而鬧出不少狀況。
與小宮山之間原則上雖互為情敵，但彼此維持著不錯的學姐妹關係。
與田纱弥加（よだ さやか）
朱里的好友，从国中到高中都和朱里同一班級，且常一同行动。
雖然她支持着朱里對智貴的恋情，也願意為朱里發聲；但她太不看場合的言行常讓朱里落得更難堪的處境。
平澤雫（ひらさわ しずく）
一名在智子就讀高中裡參加高中入學考試的女學生，在試驗時因受到智子的幫助，便對智子抱持著憧憬的態度，之後也考上了和智子同間的高中。
她的容貌常吸引週邊男性同學想與她交往，導致她幾乎沒有女性好友，因此在學校裡常期望智子能抽出時間來與她見面相處。

### 老师
荻野（おぎの）
智子在高一时的健教和体育課程老师，之後在智子高二與高三期間擔任她的班主任。平時有注意到智子在班上都是孤獨一人，而常要求她多交朋友，雖然智子心中認為對方主動的關心都對她造成了困擾。
她在高二校外旅行時對智子的分組安排，間接成為智子在人際關係上變化的契機。

### 其他
伊志嶺潤（いしみね じゅん）　配音：鳥海浩輔
有名的少女性質戀愛遊戲聲優，在握手會上被智子請求錄下她心中所妄想的對白。
小坂（こさか）　配音：福島潤
一位個性和氣的高年級男生，他在某日下雨的天氣裡替智子留下遮雨用的雨傘。後續有被智子向表妹小希吹噓說是交往中的對象。

## 創作
漫畫內容以用來形容不受歡迎、沒戀愛經驗女性的日本網路用語「喪女」一詞為題材，其契機來自於谷川尼可的編輯木內。當時木內在瀏覽一些網路論壇上的喪女討論板時，覺得相當有意思，而作出的提議。
作品標題是由谷川尼可二人組裡擔任原作的谷川所想出，雖然他認為該時期的日本漫畫、輕小說採用相當長名稱的傾向已經稍微有些過時，但仍做了這樣的決定。另外木內想到谷川尼可的前一篇作品《CHOKU!～就這樣一見鍾情！》的名稱含意不太容易理解，便建議取一個較長、能較好理解的作品名。之後共想了大約二十個左右的名稱提案，像是《如果不是待在日本現在就受歡迎了》、《並不是我不受歡迎，而是我想守住貞操》、《女子高生不談喪女》等等名稱。
在黑木智子的外型上，初期是設定為「不可愛、駝背、三白眼、平胸」模樣的容貌，之後受到編輯部方面希望外型能較可愛的意見而做了修正，不過有保留她眼皮下帶著黑眼圈的設定。智子最初也曾被安排是一個完全沒朋友的角色，編輯部對於此點，後續提出她在故事裡一個朋友都沒有太過可憐的看法，便讓成瀨優這名角色出現在作品裡。

## 出版書籍

### 單行本
作品的首部單行本在2012年1月推出後，成為GANGAN ONLINE各連載漫畫裡最快銷售量達到10萬本的作品，到了6月期間銷售量突破到40萬本，之後在同年12月達到累積突破100萬本的成績。另外在當年由Natalie網站所舉辦，以漫畫編輯者來票選的「Manga秋100」作品競賽中，此漫畫獲得第2名的成績。
往後在2015年1月期間，系列單行本累積到有200萬本的銷售成績，在2020年3月更有到330萬以上數字。
日本海外市場方面，繁體中文版是由東立出版社代理。英語版是Yen Press推出，其中英語版的單行本第1集曾在Amazon的美國市場網站上，拿過當時近期最賣座漫畫書籍排行榜的首位。
| 卷數 | 史克威爾艾尼克斯 | 史克威爾艾尼克斯       | 東立出版社     | 東立出版社             |
| 卷數 | 發售日期         | ISBN                   | 發售日期       | ISBN                   |
| ---- | ---------------- | ---------------------- | -------------- | ---------------------- |
| 1    | 2012年1月21日    | ISBN 978-4-7575-3480-3 | 2013年4月15日  | ISBN 978-986-332-121-7 |
| 2    | 2012年5月22日    | ISBN 978-4-7575-3597-8 | 2013年4月15日  | ISBN 978-986-332-122-4 |
| 3    | 2012年12月22日   | ISBN 978-4-7575-3818-4 | 2013年6月10日  | ISBN 978-986-332-123-1 |
| 4    | 2013年6月22日    | ISBN 978-4-7575-3980-8 | 2013年9月3日   | ISBN 978-986-332-952-7 |
| 5    | 2013年9月21日    | ISBN 978-4-7575-3999-0 | 2014年1月7日   | ISBN 978-986-337-431-2 |
| 6    | 2014年3月22日    | ISBN 978-4-7575-4025-5 | 2015年1月13日  | ISBN 978-986-348-729-6 |
| 7    | 2014年10月22日   | ISBN 978-4-7575-4121-4 | 2015年10月23日 | ISBN 978-986-382-050-5 |
| 8    | 2015年8月22日    | ISBN 978-4-7575-4713-1 | 2017年2月20日  | ISBN 978-986-462-083-8 |
| 9    | 2016年3月22日    | ISBN 978-4-7575-4911-1 | 2018年12月5日  | ISBN 978-986-482-164-8 |
| 10   | 2016年10月22日   | ISBN 978-4-7575-5125-1 | 停止出版       | 停止出版               |
| 11   | 2017年3月22日    | ISBN 978-4-7575-5277-7 | 停止出版       | 停止出版               |
| 12   | 2018年2月22日    | ISBN 978-4-7575-5624-9 | 停止出版       | 停止出版               |
| 13   | 2018年7月21日    | ISBN 978-4-7575-5777-2 | 停止出版       | 停止出版               |
| 14   | 2019年1月22日    | ISBN 978-4-7575-5976-9 | 停止出版       | 停止出版               |
| 15   | 2019年5月11日    | ISBN 978-4-7575-6119-9 | 停止出版       | 停止出版               |
| 16   | 2019年11月12日   | ISBN 978-4-7575-6378-0 | 停止出版       | 停止出版               |
| 17   | 2020年3月12日    | ISBN 978-4-7575-6553-1 | 停止出版       | 停止出版               |
| 18   | 2020年7月10日    | ISBN 978-4-7575-6665-1 | 停止出版       | 停止出版               |
| 19   | 2021年2月12日    | ISBN 978-4-7575-7091-7 | 停止出版       | 停止出版               |
| 20   | 2021年9月10日    | ISBN 978-4-7575-7232-4 | 停止出版       | 停止出版               |
| 21   | 2022年3月11日    | ISBN 978-4-7575-7810-4 | 停止出版       | 停止出版               |
| 22   | 2022年10月12日   | ISBN 978-4-7575-8200-2 | 停止出版       | 停止出版               |
| 23   | 2023年5月11日    | ISBN 978-4-7575-8572-0 | 停止出版       | 停止出版               |
| 24   | 2023年11月10日   | ISBN 978-4-7575-8900-1 | 停止出版       | 停止出版               |
| 25   | 2024年7月11日    | ISBN 978-4-7575-9301-5 | 停止出版       | 停止出版               |
| 26   | 2025年2月12日    | ISBN 978-4-7575-9673-3 | 停止出版       | 停止出版               |
| 27   | 2025年7月11日    | ISBN 978-4-7575-9954-3 | 停止出版       | 停止出版               |

### 衍生漫畫
於2013年2月，谷川尼可另在漫畫雜誌《月刊GANGAN JOKER》上連載本作的衍生作品《我的朋友不受歡迎，怎麼想都是你們的錯！》，劇情內容是以四格漫畫形式來描述智子在中學時期與成瀨優、小宮山琴美相處的故事為主。單行本之後是在2015年推出。
以此作品為主題的漫畫選集是在2013期間推出，內容包含原作者谷川尼可與其他十來位漫畫家的聯手創作，另外附有山內泰延、HERO等人提供的插圖。
| 標題 | 史克威爾艾尼克斯 | 史克威爾艾尼克斯       |
| 標題 | 發售日期         | ISBN                   |
| ---- | ---------------- | ---------------------- |
|      | 2015年8月22日    | ISBN 978-4-7575-4714-8 |

| 標題 | 史克威爾艾尼克斯 | 史克威爾艾尼克斯       |
| 標題 | 發售日期         | ISBN                   |
| ---- | ---------------- | ---------------------- |
|      | 2013年6月22日    | ISBN 978-4-7575-3981-5 |

### 小説
以《我不受歡迎》為主題創作的小說選集，是在2019年冬季由星海社推出。邀請的作家除了有青崎有吾、相泽沙呼等人之外，還包括了原作者谷川尼可。書中的章節內容，有谷川尼可以智子與小宮山琴美一同觀賞電影為創作題材的〈在暑假的一天〉、青崎有吾一篇描述岡田茜內心情感的〈朝向天空的瀏海〉、或是相澤沙呼撰寫的楠夏帆與加藤明日香之間的友情故事〈夏帆〉等等。
之後在2021年另推出偏向懸疑劇情的小說選集，執筆的陣容除了原作者谷川尼可之外，還有市川憂人、岡崎琢磨等人。故事內容有智子嘗試以偵探手法來調查事情的〈早晨的目擊者/午休的偵探〉，或是內笑美莉和二木四季的對手戲〈顏文字對顏文字Mk-II〉等劇情。
| 冊數 | 標題 | 星海社         | 星海社                 | 封面插畫家 |
| 冊數 | 標題 | 發售日期       | ISBN                   | 封面插畫家 |
| ---- | ---- | -------------- | ---------------------- | ---------- |
| 1    |      | 2019年11月18日 | ISBN 978-4-06-517231-5 | 谷川尼可   |
| 2    |      | 2021年8月6日   | ISBN 978-4-06-524710-5 | 谷川尼可   |

## 宣傳
因作品是以千葉縣為背景，且數次提及到當地代表的日職球隊千葉羅德海洋，在日職2016年球季開打前，羅德海洋球團宣佈與《我不受歡迎，怎麼想都是你們的錯！》合作，在4月8日至10日比賽裡推出漫畫中智子等角色身著羅德隊球衣、啦啦隊服飾的特別造型商品，其中另有設計出以智子家客廳為造型的球迷貴賓室。
後續於2018年，BOOK☆WALKER網站上有舉辦讓讀者票選出最想看到的角色番外篇，最後投票結果是根元陽菜勝出，谷川尼可便依投票結果畫了一篇根元過去在國中時期經歷的小故事。
之後在作品迎向連載十週年的2021年裡，刊登此漫畫的網站GANGAN ONLINE於6月3日至7月1日期間舉辦了作品裡最受歡迎角色與角色組合的投票活動，結果是田村有里拿下了人氣角色的榜首，而她與智子的搭檔，也是最受讀者群歡迎的角色組合。另外在10至11月期間，於有樂町一帶的丸井百貨裡舉辦了作品的畫展活動，其中在同一時期發行的單行本第20集特別版裡，另有附帶內容為假使智子是個不良少女、或是人氣少女等各種假想內容情境的《如果智子是〇〇的情況會是如何》漫畫小冊子。

## 反應
漫畫劇情裡智子的社交焦慮處境，獲得到許多讀者的迴響，有被表示著「深感同深」、「內容很有趣但也很悲傷」之類的回應。對於劇中智子的悲慘遭遇，谷川尼可組合裡負責原作的谷川表示「這些內容都沒有我的高中生活悲慘」。
在日本海外的論壇4chan上，同樣獲得許多日本海外讀者的關注與討論。之後谷川尼可的官方推特上，有收到似乎是來自於南美洲一帶的讀者，寫的一則「我們大家其實都一樣」這個令谷川尼可感到印象深刻的訊息。谷川尼可後續也曾在官方推特發文「如果沒有獲得4chan這樣熱烈的討論，別說是改編成電視動畫了，這部作品搞不好現在已經連載結束了」。
另外單行本第8集進行的學校旅行橋段，有被生活物品情報網站GetNavi的專欄中稱讚該段內容，表示這一段成為往後智子性格上成長的重要轉折點，也替作品帶來往後銷售成績上的再一次突破。電子娛樂訊息網站The OuterHaven也同樣欣賞第8集中讓智子開始有人際關係上突破的劇情，並有些意外谷川尼可並不是先弄出讓智子與根元陽菜培養出友情的安排。

## 電視動畫
《我不受歡迎，怎麼想都是你們的錯！》在2012年12月宣佈改編成電視動畫，之後在2013年7月8日於東京電視台正式播放。製作方面，邀請曾執導《夏之嵐》、《笨蛋，測驗，召喚獸》等作品的大沼心擔任此動畫系列導演。

### 歌曲
與作品同名的片頭曲《我不受歡迎，怎麼想都是你們的錯！》，是由鈴木木乃美與一同演唱。在大多集數裡採用的片尾曲《怎麼想都不是我的錯》」，則由擔任智子配音的橘田泉負責。
其中男歌手Velvet.kodhy（大多和孝治）負責其他多首的片尾曲演唱，例如第2集的《夢想戀歌》；或是採用在第5集裡，模仿歌劇唱法的《夜晚的黑幕再會了》；以及第11集與女歌手μ合作，以名義演唱的《從布偶裝那裡拿到的氣球與我》等曲目。另外第6集片尾曲的《夏祭》，是藉由VOCALOID語音合成軟體的虛擬歌手初音未來翻唱。

### 配音
動畫裡主要登場的人物黑木智子、黑木智貴、成瀨優，分別由橘田泉、中村悠一、花澤香菜擔任配音。
橘田泉對於自己飾演的角色智子在劇中裡的處境，認為有許多感同深受的地方。像是她本身不喜歡自己天生的嗓音，在以前小學畢業所拍攝的紀念影片裡，聽到自己像是男孩子的低嗓音就很介意；或是想到自己過去在男學生較多的高校裡就讀，午餐時刻只能自己跑去附近電子賣場的樓梯裡打發時間等等經歷。
中村悠一認為智貴這名角色有著不太容易能發現到的溫柔，這一點剛好和智子很像，其中第3集裡智子照顧生病的智貴這一段劇情，有表現出她們之間絕妙的關係。花澤香菜覺得成瀨優雖然在劇中常被智子在心裡開玩笑說是「Bitch的範本」，但實際上是個能散發出讓人感受到青春時代美好的角色。

### 各話標題
| 話數        | 日文標題 | 中文標題                       | 劇本                          | 分鏡     | 演出     | 作畫監督                                      | 片尾插畫   |
| ----------- | -------- | ------------------------------ | ----------------------------- | -------- | -------- | --------------------------------------------- | ---------- |
| 喪1         |          | 不受歡迎，就改變一下形象       | 吉岡孝夫                      | 大沼心   | 大沼心   | - 古川英樹 - 楠本祐子 - 高原修司 - 長谷川亨雄 | 山內泰延   |
| 喪2         |          | 不受歡迎，就見見老朋友         | 平林佐和子                    | 神保昌登 | 神保昌登 | - 長谷川亨雄 - 本田辰雄                       | 吉野五月   |
| 喪3         |          | 不受歡迎，壞天氣               | 關根亞由實                    | 玉村仁   | 玉村仁   | - 福部憲二 - 寺尾賢治                         | 黑羽       |
| 喪4         |          | 不受歡迎，就做做美夢吧         | 伊神貴世                      | 德本善信 | 德本善信 | 齊藤佳子                                      | 川上真樹   |
| 喪5         |          | 不受歡迎，就提升技能           | 伊神貴世                      | 西田正義 | 岩本保雄 | - 宮嶋仁志 - 金子國邦                         | HERO       |
| 喪6         |          | 不受歡迎，就去看煙火           | 關根亞由實                    | 永岡智佳 | 永岡智佳 | - 小川一郎 - 勝亦祥                           | 藤代健     |
| 喪7         |          | 不受歡迎，就好好享受暑假       | 關根亞由實                    | 小柴純彌 | 小柴純彌 | - 竹森由加 - 長谷川亨雄                       |            |
| 喪8         |          | 不受歡迎，就打腫臉充胖子       | 平林佐和子                    | 玉村仁   | 玉村仁   | - 大島美和 - 本田辰雄 - 服部憲二              | 松本トモキ |
| 喪9         |          | 不受歡迎，夏天就結束了         | 伊神貴世                      | 德本善信 | 德本善信 | 齊藤佳子                                      | 外海良基   |
| 喪10        |          | 不受歡迎，第二學期開學了       | 吉岡孝夫                      | 西田正義 | 德本善信 | 空流邊廣子                                    | もち       |
| 喪11        |          | 不受歡迎，就參加校慶           | 吉岡孝夫                      | 永岡智佳 | 永岡智佳 | - 竹森由加 - 小川一郎 - 服部憲知              | 宮條可留奈 |
| 喪12        |          | 不受歡迎，就為將來打算         | 吉岡孝夫                      | 神保昌登 | 神保昌登 | - 古川英樹 - 長谷川亨雄 - 本田辰雄            |            |
| 喪13（OVA） |          | 不受歡迎、就讓自己成為神秘少女 | - 吉岡孝夫 - 谷川尼可（原案） | 德本善信 | 德本善信 | - 中西和也 - 齊藤佳子                         | -          |

### 播放電視台
| 播放地區   | 播放電視台 | 播放日期               | 播放時間（UTC+9）         | 所屬聯播網 | 備註               |
| ---------- | ---------- | ---------------------- | ------------------------- | ---------- | ------------------ |
| 關東廣域圈 | 東京電視台 | 2013年7月8日－9月23日  | 星期一 26時05分－26時35分 | 東京電視網 |                    |
| 日本全國   | AT-X       | 2013年7月9日－9月24日  | 星期二 23時00分－23時30分 | 衛星電視   | 製作委員會成員之一 |
| 愛知縣     | 愛知電視台 | 2013年7月9日－9月24日  | 星期二 26時35分－27時05分 | 東京電視網 |                    |
| 大阪府     | 大阪電視台 | 2013年7月12日－9月27日 | 星期五 26時40分－27時10分 | 東京電視網 |                    |

### 動畫版評價
動畫新聞網認為這部令人想到像是《歡迎加入NHK！》、《現視研》，這些有牽扯到御宅族、或是與社會格格不入之類現象的作品，並表示這不是一部適合以馬拉松方式一口氣看完的動畫，不過稍微適量地觀看，或許可以成為一種對於社交障礙的有趣探索。Kotaku上的評論文章提及這部動畫難以稱作為喜劇；而是一部悲劇，因為劇情裡好笑的地方都是來自於智子情緒上受到的痛苦與折磨。T.H.E.M.Anime的專欄表示與別的動畫作品相比起來，《我不受歡迎》具備少見的令人感到尷尬、不快場合的幽默情節，並稱讚橘田泉的配音表現成功襯托出智子的風格，另提出這部作品有一個爭議點是智子並沒有從過去的經驗學到教訓或獲得發展，到了節目系列結束後她仍然一無所獲。
電視動畫播放結束後，有不少觀眾期待Silver Link會有製作《我不受歡迎》第二季的可能，但到了原作漫畫已迎向連載十週年的時間點時仍無任何跡象。

## 網路廣播
由此漫畫作品改編的廣播劇《我不受歡迎RADIO》，在網路廣播電台HiBiKi Radio Station上於2013年7月16日起自2014年3月18日每週二播放。
節目中朗讀智子的劇本由橘田泉擔任，是與電視動畫版中替智子配音的同一人選。

## 備註
1. 1 2 3 4 5  第1話
2. 1 2  第26話
3. 1 2 3  第9話
4. 1 2 3 4 5 6 7  第69話
5. ↑  第71至79話
6. ↑  第125至131話
7. ↑  第138至140話
8. ↑  第171至175話
9. ↑  第186話後篇
10. ↑  第4話
11. 1 2  第121話
12. ↑  第120話
13. ↑  第30話
14. 1 2  第17話
15. ↑  第87話
16. 1 2  第166話
17. 1 2  第90話
18. 1 2  第2話
19. ↑  第13話
20. ↑  第1集附錄
21. 1 2  第91話
22. 1 2 3  第133話
23. 1 2  第14話
24. ↑  第160話
25. ↑  第18集特別版
26. ↑  第60話
27. 1 2  第15話
28. ↑  第16話
29. 1 2  第3話
30. ↑  第100話
31. 1 2  第198話後篇
32. 1 2 3  第21話
33. ↑  第8話
34. ↑  《我的朋友不受歡迎，怎麼想都是你們的錯。》第7頁
35. ↑  《我的朋友不受歡迎，怎麼想都是你們的錯。》第13頁
36. 1 2  第46話
37. ↑  《我的朋友不受歡迎，怎麼想都是你們的錯。》第17頁
38. ↑  《我的朋友不受歡迎，怎麼想都是你們的錯。》第52頁
39. ↑  第79話
40. 1 2  第106話
41. ↑  第78話
42. 1 2 3  第39話
43. 1 2 3  2018年Book Walker特別篇
44. 1 2  第110話
45. 1 2 3  第132話
46. ↑  第118話
47. 1 2 3  第129話
48. ↑  第82話
49. ↑  第138話
50. 1 2 3 4 5  第145話
51. 1 2  第99話
52. 1 2  第173話
53. ↑  第92話
54. ↑  第123話
55. 1 2  第95話
56. ↑  第98話
57. ↑  第115話後篇
58. ↑  第181話
59. 1 2  第130話
60. ↑  第80話
61. ↑  第93話
62. ↑  第105話
63. ↑  第116話
64. 1 2  第117話
65. 1 2  第152話
66. ↑  2020年12月特別篇
67. 1 2  第155話
68. ↑  第58話
69. 1 2  第109話
70. ↑  第135話
71. ↑  第137話
72. ↑  第134話
73. ↑  第175話特別篇
74. 1 2  第174話
75. 1 2  第192話後篇
76. 1 2  第184話後篇
77. ↑  第175話前篇
78. ↑  第206篇
79. ↑  第97話
80. ↑  第144話
81. ↑  第177話
82. ↑  第153話
83. ↑  第143話
84. 1 2  第147話
85. ↑  第9集附錄
86. ↑  第176話
87. 1 2 3 4  第188話
88. ↑  第86話
89. ↑  第191話
90. 1 2 3 4 5  第189話
91. ↑  第122話
92. ↑  第187話
93. 1 2  2019年12月特別篇
94. 1 2 3  第42話
95. ↑  第84話
96. 1 2  第37話
97. ↑  第20話
98. ↑  第14集附錄
99. ↑  第17集附錄
100. 1 2  第83話
101. ↑  第113話
102. ↑  第40話
103. ↑  第5話
104. ↑  第17集折衣說明

## 外部連結
- （日語）《我不受歡迎，怎麼想都是你們的錯！》漫画官方網站 （页面存档备份，存于）
- （日語）《我不受歡迎，怎麼想都是你們的錯！》電視動畫官方網站 （页面存档备份，存于）
- （日語）《我不受歡迎，怎麼想都是你們的錯！》東京電視台官方網站 （页面存档备份，存于）
- （日語）《我不受歡迎，怎麼想都是你們的錯！》的X（前Twitter）
- （繁體中文）《我不受歡迎，怎麼想都是你們的錯！》My-Cartoon 官方網站 （页面存档备份，存于）